# Nez Coupé de Sainte-Rose
Pour les articles homonymes, voir Nez Coupé.
Le Nez Coupé de Sainte-Rose est un sommet montagneux de l'île de La Réunion, département d'outre-mer français dans l'océan Indien. Situé sur le territoire communal de Sainte-Rose, il culmine à 2 075 mètres d'altitude le long de la falaise qui place le Fond de la Rivière de l'Est en surplomb du nord de l'Enclos Fouqué, la dernière caldeira formée par le volcan appelé piton de la Fournaise, au cœur du massif du Piton de la Fournaise. On considère généralement qu'il sépare de part et d'autre de cette falaise le rempart de Bois Blanc à l'est du rempart de Bellecombe à l'ouest.